# Карта за рај
Карта за рај (енгл. Ticket to Paradise) је романтична комедија из 2022. године, у режији Ола Паркера, по сценарију Паркера и Данијела Пипског. Главне улоге тумаче Џорџ Клуни и Џулија Робертс. Прати разведени пар који одлучи да се удружи и саботира предстојеће венчање своје ћерке.
Премијерно је приказан 8. септембра 2022. године у Барселони, док је 20. септембра пуштен у биоскопе у Уједињеном Краљевству, односно 29. септембра у Србији, а 21. октобра у САД. Добио је помешане рецензије критичара.

## Радња
Добитници Оскара Џорџ Клуни и Џулија Робертс поново се удружују на великом платну као бивши партнери који се налазе на заједничкој мисији да спрече своју заљубљену ћерку да не направи исту грешку коју су и они сами некада направили.

## Улоге
| Глумац         | Улога         |
| -------------- | ------------- |
| Џорџ Клуни     | Дејвид Котон  |
| Џулија Робертс | Џорџија Котон |
| Кејтлин Девер  | Лили Котон    |
| Били Лурд      | Врен Батлер   |
| Максим Бутје   | Геде          |
| Лукас Браво    | Пол           |